# Гамидов, Магомед Халимбекович
Магомед Халимбекович Гамидов (28 сентября 1930, с. Аймаумахи — 25 сентября 2016, Махачкала) — советский, российский даргинский поэт и государственный деятель. Народный поэт Дагестана (2000). Председатель правления ГТРК «Дагестан» (1970—2002). Депутат Верховного Совета Дагестанской АССР.

## Биография
Родился на небольшом урахинском хуторе Буцрамахи Аймаумахинского сельского совете (ныне в Сергокалинском районе Дагестана). Окончил 7 классов Урахинской средней школы, затем — Сергокалинское педагогическое училище. Высшее образование получил в Дагестанском педагогическом институте и Высшей партийной школе при ЦК КПСС. Работал в газете «Ленинское знамя». С 1970 по 1991 г.г - Председатель Государственного комитета по телевидению и радиовещанию при Совете Министров ДАССР, затем 12 лет возглавлял ГТРК «Дагестан». 
Неоднократно избирался депутатом Верховного Совета Дагестанской АССР, членом Президиума Верховного Совета ДАССР.
Член Союза писателей СССР с 1965 года. Член правления Союза писателей Республики Дагестан. Член Союза журналистов СССР с 1958 года. Кандидат исторических наук.
Член организационного комитета Съезда Народов Дагестана. Входил в список доверенных лиц Президента Российской Федерации В.В.Путина по Республике Дагестан.

## Творчество
Первые произведения Гамидова были опубликованы в 1950-е годы. Отдельным изданием его стихи (сборник «Мои сверстники») впервые вышли в 1962 году. В 1981 году за книгу стихов «Перевал» он был удостоен республиканской премии ДАССР им. Сулеймана Стальского. Ещё одну литературную премию — имени Омарла Батырая — он получил за цикл стихов «Все песни о тебе». Гамидов специализируется на гражданской, любовной и философской лирике.
Перевёл на даргинский язык Коран, поэму «Витязь в тигровой шкуре» Ш. Руставели, а также ряд произведений Р. Гамзатова.

## Награды и звания
- Орден Почёта (6 мая 1998 года) — за заслуги в области культуры и печати, многолетнюю плодотворную работу[1]
- Орден Трудового Красного Знамени
- Орден «За заслуги перед Республикой Дагестан» (2010 год)[2]
- Народный поэт Дагестана (2000 год).
- Заслуженный работник культуры Дагестанской АССР.
- Республиканская премия ДАССР им. С. Стальского (1981)
- Общественная литературная премия имени О. Батырая